# María Luisa Godoy
María Luisa Godoy Ibáñez (Santiago, 18 de marzo de 1980) es una periodista y presentadora de televisión chilena. Entre 2019 y 2024 fue la presentadora del Festival Internacional de la Canción de Viña del Mar.

## Biografía
Es hija de la exdiputada Carmen Ibáñez Soto y del también exdiputado Domingo Godoy Matte, ambos militantes de Renovación Nacional. Es hermana del exdiputado Joaquín Godoy Ibáñez.
Tuvo una relación sentimental con José Miguel Viñuela. En 2010 inició una relación con el abogado Ignacio Rivadeneira, hijo de Ricardo Rivadeneira y primo de Patricia Rivadeneira, con quien se casó en 2012. La pareja tiene cinco hijos: Violeta, Jacinta, Luisa, Ignacio y Domingo.

## Ámbito profesional
Su debut en televisión fue como periodista de prensa en Mega. Tras ello, condujo el noticiario matutino de La Red, Teledatos. Y también condujo el noticiario Telediario Interactivo. Debido al cierre del departamento de prensa, en 2008, fue reubicada como panelista de Pollo en conserva.
En 2009 emigra a Chilevisión para conducir el matinal Gente como tú junto a Leo Caprile y Julián Elfenbein. Se mantuvo en este rol por tres años hasta que el canal decidió renovar a los conductores del matinal. También condujo en tres ocasiones el Festival del Huaso de Olmué.
En 2012 llega a Mega para desempeñarse como panelista de actualidad del matinal Mucho gusto y como coanimadora de Álvaro Salas en el programa de humor Coliseo romano.
A partir de 2014 se integra a TVN como capitana de equipo del programa de concursos Juga2. En 2016 debuta en Buenos días a todos como parte de un trío de conductoras junto a Karen Doggenweiler y Javiera Contador. Sin embargo, al poco tiempo abandonó el matinal para hacerse cargo de un franjeado vespertino llamado Por ti junto a Cristián Sánchez, que fue removido por baja audiencia.
En 2017, tras la renuncia de Javiera Contador, regresa a la conducción del matinal de TVN, ahora llamado Muy buenos días.
En 2018, es elegida junto al también presentador Martín Cárcamo para conducir las ediciones 2019 y 2020 del Festival Internacional de la Canción de Viña del Mar. Luego de la suspensión del festival en 2021 y 2022 por la pandemia de COVID-19, Godoy retomó la conducción del festival a partir de 2023 junto a Cárcamo. 
Siguió siendo conductora del matinal de TVN, ahora llamado Buenos días a todos, hasta abril de 2022, cuando asumió otros cargos en la señal televisiva. Ese mismo año, condujo el programa de talentos Talento rojo junto a Rafael Araneda.
En marzo de 2023, retomó la conducción del Buenos días a todos como parte del nueva temporada, ahora acompañada de Eduardo Fuentes.

## Televisión

### Programas
| Programa de televisión | Programa de televisión                                     | Programa de televisión | Programa de televisión                                     |
| Año                    | Programa                                                   | Rol                    | Canal                                                      |
| ---------------------- | ---------------------------------------------------------- | ---------------------- | ---------------------------------------------------------- |
| 2008-2018              | Falabella TV                                               | Conductora             | UCV Televisión/TV+ Mas Canal 22 Teletrak TV Mega Telecanal |
| 2008                   | Pollo en Conserva                                          | Panelista              | La Red                                                     |
| 2009-2012              | Gente Como Tú                                              | Conductora             | Chilevisión                                                |
| 2011                   | XLII Festival del Huaso de Olmué                           | Conductora             | Chilevisión                                                |
| 2012                   | XLIII Festival del Huaso de Olmué                          | Conductora             | Chilevisión                                                |
| 2012                   | Festival Dichato Vive                                      | Conductora             | Mega                                                       |
| 2012-2013              | Coliseo Romano                                             | Conductora             | Mega                                                       |
| 2014                   | Juga2                                                      | Capitana               | TVN                                                        |
| 2014                   | Más Que 2                                                  | Panelista              | TVN                                                        |
| 2016                   | Buenos Días a Todos                                        | Conductora             | TVN                                                        |
| 2016                   | Fiesta de la Independencia Talca 2016                      | Conductora             | TVN                                                        |
| 2016                   | Por ti                                                     | Conductora             | TVN                                                        |
| 2017-2022              | Buenos Días a Todos                                        | Conductora             | TVN                                                        |
| 2017                   | VIII Fiesta de la Independencia Talca 2017                 | Conductora             | TVN                                                        |
| 2018                   | IX Fiesta de la Independencia Talca 2018                   | Conductora             | TVN                                                        |
| 2019                   | LX Festival Internacional de la Canción de Viña del Mar    | Conductora             | TVN                                                        |
| 2020                   | LXI Festival Internacional de la Canción de Viña del Mar   | Conductora             | TVN                                                        |
| 2021                   | Viña Tiene Festival                                        | Conductora             | TVN                                                        |
| 2022                   | Talento Rojo                                               | Conductora             | TVN                                                        |
| 2023-2025              | Buenos Días a Todos                                        | Conductora             | TVN                                                        |
| 2023                   | LXII Festival Internacional de la Canción de Viña del Mar  | Conductora             | TVN                                                        |
| 2024                   | LIII Festival del Huaso de Olmué                           | Jurado                 | TVN                                                        |
| 2024                   | LXIII Festival Internacional de la Canción de Viña del Mar | Conductora             | TVN                                                        |
| 2025                   | LIV Festival del Huaso de Olmué                            | Conductora             | TVN                                                        |
| 2025                   | Chile Conectado                                            | Conductora             | TVN                                                        |
| 2025                   | Mi nombre es...                                            | Jurado                 | TVN                                                        |

## Libros
| Fecha | Libro                                    | Autor/a           | ISBN          |
| ----- | ---------------------------------------- | ----------------- | ------------- |
| 2023  | 50 Cuentos Clásicos Para Leer en Familia | María Luisa Godoy | 9789561236912 |